# Alte Mühle Twisteden

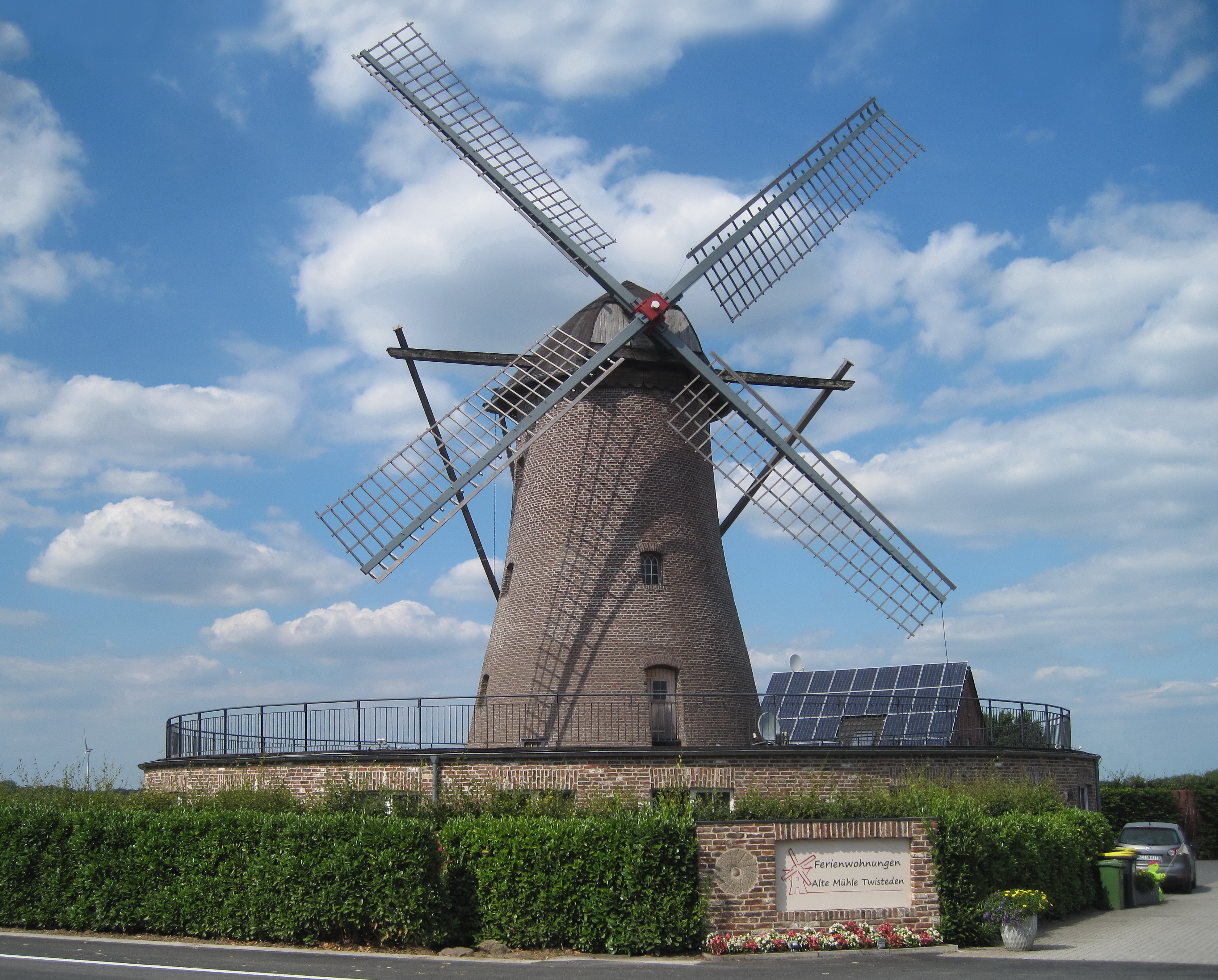
De molen in 2020

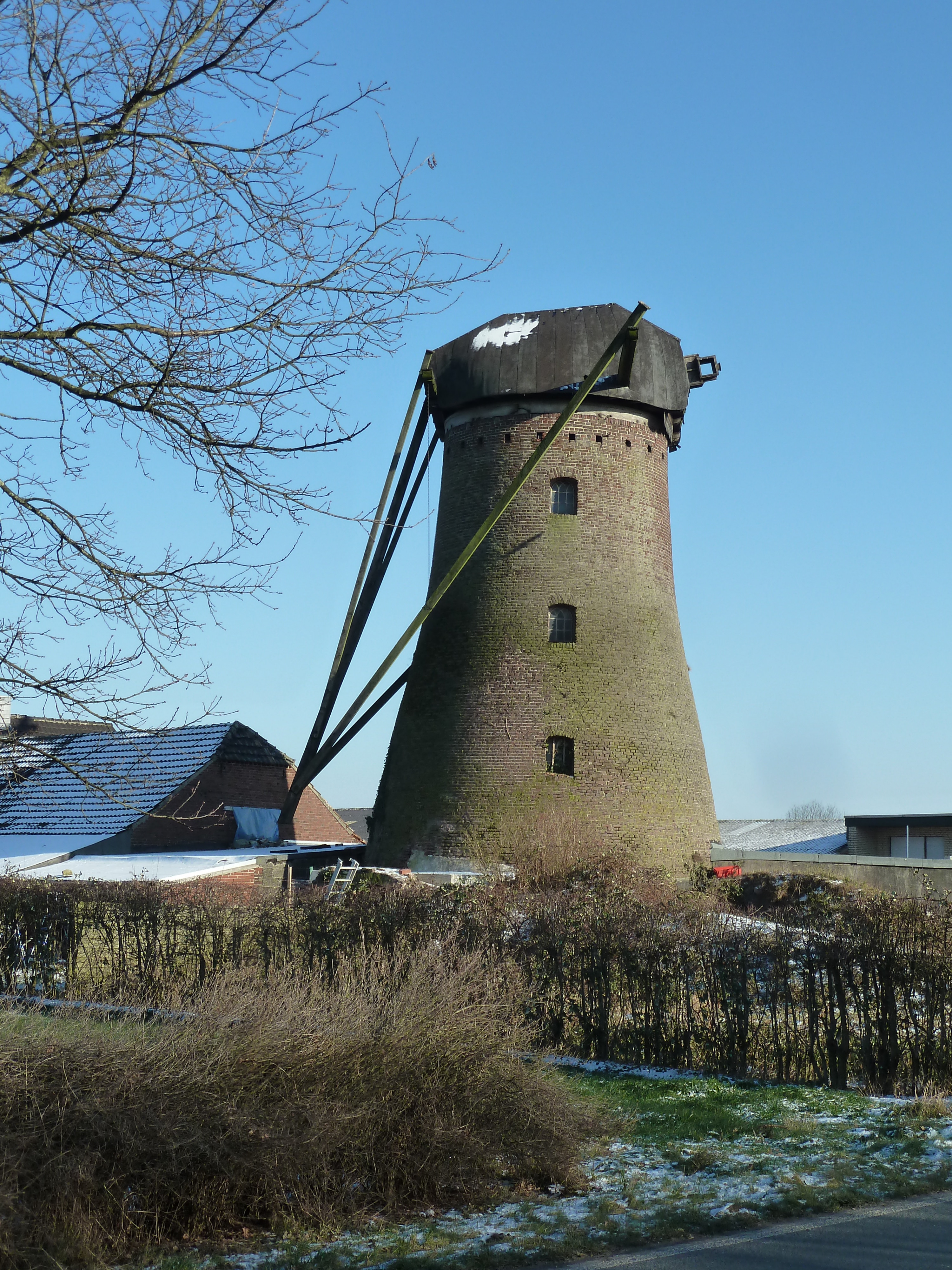
Alte Mühle in 2012 voor de restauratie

De Alte Mühle is een windmolen in het tot de Duitse gemeente Kevelaer behorende dorp Twisteden, gelegen aan Im Auwelt.

## Geschiedenis
Sinds het einde van de 18e eeuw stond hier een standerdmolen welke echter in 1860 afbrandde. Een nieuwe bakstenen molen van het type ronde stenen molen werd toen gebouwd. Deze was tot 1948 in bedrijf als korenmolen. Vervolgens trad verval in. Uiteindelijk werd de molen gerestaureerd en kreeg weer een wiekenkruis. Wel werden er vakantiewoningen in de molen gebouwd zodat de molen niet maalvaardig is.